# Giampiero Borghini
Giampiero Borghini, né le 20 avril 1943 à Brescia, est un homme politique italien. 
Membre du Parti communiste italien, il a été également affilié à la Forza Italia. Il fut maire de Milan de 1992 à 1993,,.